# کینگ کونگ در برابر گودزیلا
کینگ کونگ در برابر گودزیلا (به انگلیسی: King Kong vs. Godzilla) فیلمی ژاپنی به کارگردانی ایشیرو هوندا با بازی تادائو تاکاشیما محصول سال ۱۹۶۲ است.

## خلاصه فیلم
بر اثر یک سانحه، یک زیردریایی آمریکایی با کوه‌یخی که ارتش ژاپن گودزیلا را در آن در سال ۱۹۵۵ زندانی کرده بود برخورد می‌کند. گودزیلا آزاد شده و زیردریایی و هلیکوپتر نجاتی که برای زیردریایی آمده‌است را نابود می‌کند. در همین حال، یک شرکت داروسازی برای جذب اسپانسر، دو نفر را به جزیره‌ای می‌فرستد تا هیولایی که در آنجا زندگی می‌کند، یعنی کینگ کونگ را بیاورد. در میانه راه، کینگ کونگ به صورت تصادفی از بند آزاد شده و در دریا می‌افتد. پس از این که کونگ به خشکی می‌رسد، با گودزیلا مواجه می‌شود.